# Histoire de la langue chinoise

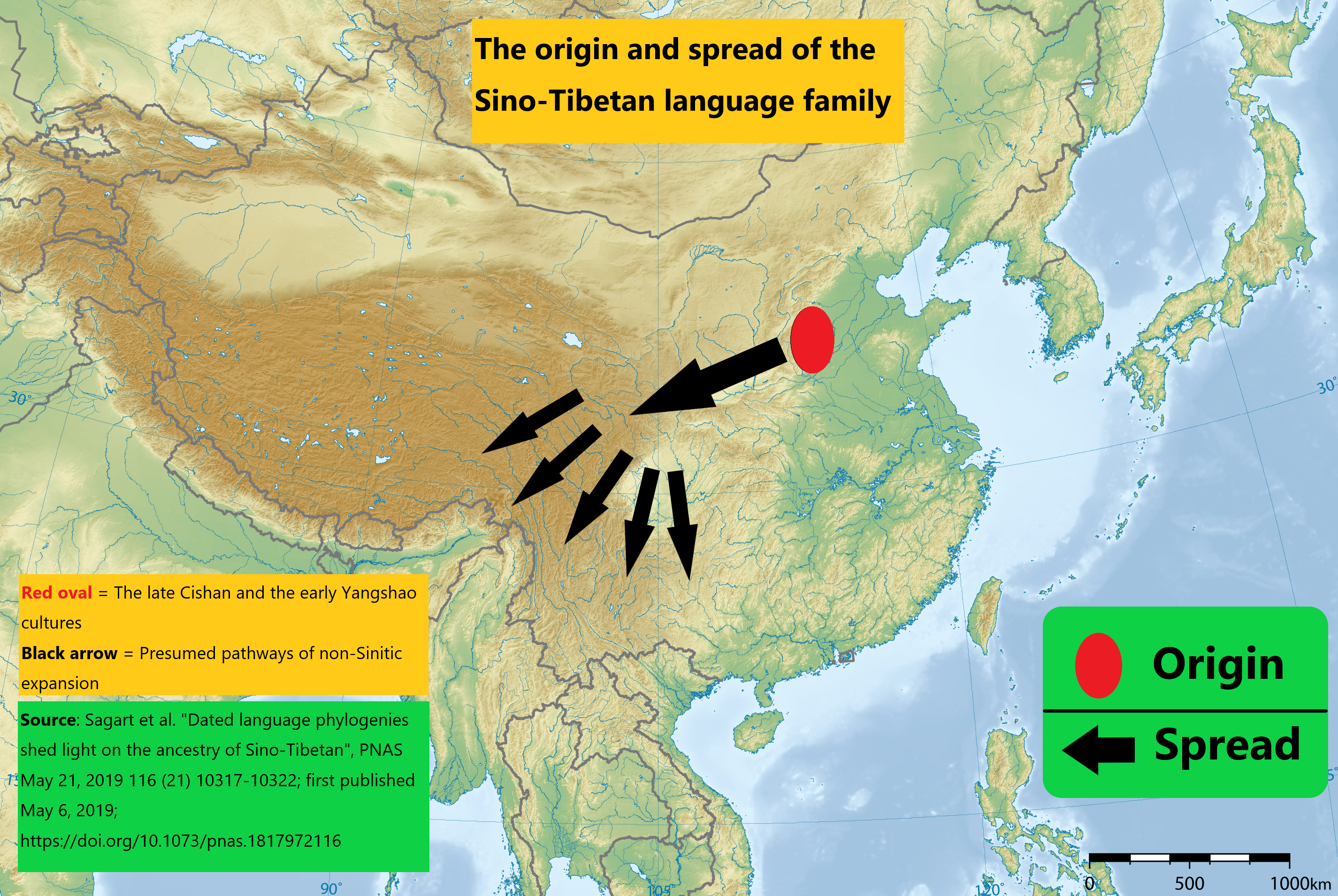
L'origine et la diffusion des langues sino-tibétaines. L'ovale rouge représente la fin des cultures Cishan et les premières cultures de Yangshao. Les flèches noires représentent les voies présumées de l'expansion non sinitique. Après avoir appliqué la méthode comparative linguistique à la base de données de données linguistiques comparatives développée par Laurent Sagart en 2019 pour identifier des correspondances sonores et établir des apparentés, des méthodes phylogénétiques sont utilisées pour déduire des relations entre ces langues et estimer l'âge de leur origine et de leur patrie.

 (novembre 2015).
Si vous disposez d'ouvrages ou d'articles de référence ou si vous connaissez des sites web de qualité traitant du thème abordé ici, merci de compléter l'article en donnant les références utiles à sa vérifiabilité et en les liant à la section « Notes et références ».
Dans l'histoire des langues, l'histoire de la langue chinoise comprend les modifications diverses dans le temps du chinois dans ses nombreuses formes.
Le chinois est une partie de la famille linguistique sino-tibétaine, un groupe de langues qui descendent toutes du proto-sino-tibétain.
La relation entre le chinois et les autres langues sino-tibétaines est une zone de recherche active et controversée. La principale difficulté est qu'il n'y a aucune documentation écrite sur le point où la langue chinoise se scinda des autres langues sino-tibétaines.